# Drapelul Republicii Djibouti

Drapelul Republicii Djibouti

Suprafața albastră simbolizează marea, cea verde pământul, iar triunghiul alb pacea. Steaua roșie în cinci colțuri reprezintă regiuniile de unde provine populația Somali: Djibouti, Kenya, Ogaden, Somalia și Somaliland.